# Taikse
Taikse är en ort i Estland. Den ligger i Türi kommun och landskapet Järvamaa, i den centrala delen av landet, 80 km sydost om huvudstaden Tallinn. Taikse ligger 63 meter över havet och antalet invånare är 208.
Terrängen runt Taikse är mycket platt. Runt Taikse är det glesbefolkat, med 10 invånare per kvadratkilometer. Närmaste större samhälle är Paide, 13,2 km norr om Taikse. Omgivningarna runt Taikse är en mosaik av jordbruksmark och naturlig växtlighet.